# Hydraena connexa
Hydraena connexa är en skalbaggsart som beskrevs av Armand D'Orchymont 1932. Hydraena connexa ingår i släktet Hydraena och familjen vattenbrynsbaggar. Inga underarter finns listade i Catalogue of Life.